# Hockey sur glace aux Jeux olympiques de 1992
Navigation
Calgary 1988 Lillehammer 1994
Le tournoi de hockey sur glace des Jeux olympiques d'hiver de 1992 d'Albertville est remporté par l'Équipe unifiée de l'ex-URSS.

## Qualification
Les huit nations du Groupe A du championnat du monde de 1991 sont qualifiées pour les Jeux, ainsi que la France, pays hôte. Le classement du Groupe B à l'issue du championnat permet de qualifier trois nations supplémentaires.
Pays qualifiés pour la compétition :
| - France (hôte - 3e groupe B) - Suède (groupe A) - Canada (groupe A) - Équipe unifiée de l’ex-URSS (groupe A) - États-Unis (groupe A) - Finlande (groupe A) | - Tchécoslovaquie (groupe A) - Suisse (groupe A) - Allemagne (groupe A) - Italie (1er groupe B) - Norvège (2e groupe B) - Pologne (4e groupe B) |

## Formule
Les équipes sont séparés en 2 groupes de 6 équipes qui se rencontrent toutes une fois. Les 4 premiers de chaque groupe sont qualifiés pour, nouveauté de ces jeux, un tournoi éliminatoire (quart, demi et finale). 

## 1ertour

### Groupe A
| Équipes    | J | V | N | D | Buts | Diff. | Pts |
| ---------- | - | - | - | - | ---- | ----- | --- |
| États-Unis | 5 | 4 | 1 | 0 | 18   | 7     | 9   |
| Suède      | 5 | 3 | 2 | 0 | 22   | 11    | 8   |
| Finlande   | 5 | 3 | 1 | 1 | 22   | 11    | 7   |
| Allemagne  | 5 | 2 | 0 | 3 | 11   | 12    | 4   |
| Italie     | 5 | 1 | 0 | 4 | 18   | 24    | 2   |
| Pologne    | 5 | 0 | 0 | 5 | 4    | 30    | 0   |

### Groupe B
| Équipes                     | J | V | N | D | Buts | Diff. | Pts |
| --------------------------- | - | - | - | - | ---- | ----- | --- |
| Canada                      | 5 | 4 | 0 | 1 | 28   | 9     | 8   |
| Équipe unifiée de l’ex-URSS | 5 | 4 | 0 | 1 | 32   | 10    | 8   |
| Tchécoslovaquie             | 5 | 4 | 0 | 1 | 25   | 15    | 8   |
| France                      | 5 | 2 | 0 | 3 | 14   | 22    | 4   |
| Suisse                      | 5 | 1 | 0 | 4 | 13   | 25    | 2   |
| Norvège                     | 5 | 0 | 0 | 5 | 7    | 38    | 0   |

## Phase finale

### Quarts-de-finale
| Canada          | 4-3 | Allemagne                   |
| Tchécoslovaquie | 3-1 | Suède                       |
| France          | 1-4 | États-Unis                  |
| Finlande        | 1-6 | Équipe unifiée de l’ex-URSS |

### Demi-finales
| Canada     | 4-2 | Tchécoslovaquie             |
| États-Unis | 2-5 | Équipe unifiée de l’ex-URSS |

### Petite finale
| Tchécoslovaquie | 6-1 | États-Unis |

### Finale
| Équipe unifiée de l’ex-URSS | 3-1 | Canada |

## Classement final

### Classement des équipes
Certains prédisaient que les Russes seraient perturbés par la chute de l'URSS, mais ce n'est pas le cas et les joueurs de l'Équipe unifiée de l’ex-URSS remportent une nouvelle médaille d'or.
| Place                               | Équipe                      |
| ----------------------------------- | --------------------------- |
| Médaille d'or, Jeux olympiques      | Équipe unifiée de l’ex-URSS |
| Médaille d'argent, Jeux olympiques  | Canada                      |
| Médaille de bronze, Jeux olympiques | Tchécoslovaquie             |
| 4                                   | États-Unis                  |
| 5                                   | Suède                       |
| 6                                   | Allemagne                   |
| 7                                   | Finlande                    |
| 8                                   | France                      |
| 9                                   | Norvège                     |
| 10                                  | Suisse                      |
| 11                                  | Pologne                     |
| 12                                  | Italie                      |

### Meilleurs pointeurs
Pour les significations des abréviations, voir Statistiques du hockey sur glace.
|    | Joueur                | PJ | B | A | PTS | PUN |
| -- | --------------------- | -- | - | - | --- | --- |
| 1  | Joé Juneau            | 8  | 6 | 9 | 15  | 4   |
| 2  | Andreï Khomoutov      | 8  | 7 | 7 | 14  | 2   |
| 3  | Robert Lang           | 8  | 5 | 8 | 13  | 8   |
| 4  | Teemu Selänne         | 8  | 7 | 4 | 11  | 6   |
| 5  | Eric Lindros          | 8  | 5 | 6 | 11  | 6   |
| 6  | Hannu Järvenpää       | 8  | 5 | 6 | 11  | 14  |
| 7  | Viatcheslav Bykov     | 8  | 4 | 7 | 11  | 2   |
| 8  | Iouri Khmyliov        | 8  | 4 | 6 | 10  | 4   |
| 9  | Mika Nieminen         | 8  | 4 | 6 | 10  | 6   |
| 10 | Nikolaï Borchtchevski | 8  | 7 | 2 | 9   | 0   |
| 11 | Dave Archibald        | 8  | 7 | 1 | 8   | 18  |
| 12 | Petr Rosol            | 8  | 6 | 2 | 8   | 6   |
| 13 | Hakan Loob            | 8  | 4 | 4 | 8   | 0   |
| 14 | Dave Hannan           | 8  | 3 | 5 | 8   | 8   |
| 15 | Igor Boldine          | 8  | 2 | 6 | 8   | 0   |

## Médaillés
| Épreuves         | Or | Argent | Bronze |
| ---------------- | --- | --- | --- |
| Tournoi masculin | Équipe unifiée de l’ex-URSS Sergueï Baoutine Igor Boldine Nikolaï Borchtchevski Viatcheslav Boutsaïev Slava Bykov Ievgueni Davydov Alexeï Jamnov Alexeï Jitnik Darius Kasparaitis Nikolaï Khabibouline Iouri Khmyliov Andreï Khomoutov Andreï Kovalenko Alekseï Kovaliov Igor Kravtchouk Vladimir Malakhov Dmitri Mironov Sergueï Petrenko Vitali Prokhorov Mikhail Shtalenkov Andreï Trefilov Dmitri Iouchkevitch Sergueï Zoubov | Canada Dave Archibald Todd Brost Sean Burke Kevin Dahl Curt Giles Dave Hannan Gord Hynes Fabian Joseph Joé Juneau Trevor Kidd Patrick Lebeau Chris Lindberg Eric Lindros Kent Manderville Adrien Plavsic Dan Ratushny Sam Saint-Laurent Brad Schlegel Wally Schreiber Randy Smith Dave Tippett Brian Tutt Jason Woolley | Tchécoslovaquie Patrik Augusta Petr Bříza Jaromír Dragan Leo Gudas Milan Hnilička Miloslav Hořava Petr Hrbek Otakar Janecký Tomáš Jelínek Drahomír Kadlec Kamil Kašťák Robert Lang Igor Liba Ladislav Lubina František Procházka Petr Rosol Bedřich Ščerban Jiří Šlégr Richard Šmehlík Róbert Švehla Oldřich Svoboda Radek Ťoupal Peter Veselovský Richard Žemlička |